# Hibana talmina
Hibana talmina är en spindelart som beskrevs av Antonio D. Brescovit 1993. Hibana talmina ingår i släktet Hibana och familjen spökspindlar. Inga underarter finns listade i Catalogue of Life.